# Williamsoniaceae
Die Williamsoniaceae sind eine ausgestorbene Pflanzengruppe der Samenpflanzen und gehören zu den Bennettitales.

## Merkmale
Die Vertreter haben eher schlanke, stark verzweigte Stämme.  
Die zapfenartigen reproduktiven Organe befinden sich an den Zweigenden. Sie bestehen entweder aus weiblichen oder männlichen Organen, sind also monosporangiat. Bei anderen Gattungen als Williamsonia gibt es aber auch bisporangiate Zapfen. Die Sporophylle und die zwischen ihnen stehenden Schuppen stehen nicht parallel, sondern bilden Winkel von rund 300°. Die Samenanlagen und Samen sind im Querschnitt annähernd kreisrund. Die Zellen der Sarcotesta sind horizontal orientiert, kurz und bilden zapfenähnliche Strukturen.

## Systematik
Zur Familie werden unter anderen folgende Gattungen gezählt:
- Williamsonia
- Bucklandia
- Ischnophyton
- Williamsoniella
- Vardekloeftia
- Fredlindia
- Bennetticarpus
- Weltrichia

## Belege
- Thomas N. Taylor, Edith L. Taylor, Michael Krings: Paleobotany. The Biology and Evolution of Fossil Plants. Second Edition, Academic Press 2009, ISBN 978-0-12-373972-8, S. 732–739.
- K. R. Sporne: The Morphology of Gymnosperms. Hutchinson University Library, London 1965. (ohne ISBN), S. 87–92.